# X (ソーシャル・ネットワーキング・サービス)
X（エックス）は、アメリカ合衆国の企業であるX Corp.（以下「X社」）が運営するソーシャルメディア、ソーシャル・ネットワーキング・サービスである。2023年7月24日に「Twitter」から名称を変更した。

## 概要
世界最大のソーシャルメディアプラットフォームの1つであり、訪問数が最も多いウェブサイトの1つである。ユーザーは「ポスト」（一般に「ツイート」とも呼ばれる）という短文投稿で短いテキストメッセージ、画像、動画を共有したり、他のユーザーのコンテンツにいいねを付けることができる。プラットフォーム上では、ダイレクトメッセージ、音声・ビデオ通話、ブックマーク、リスト、コミュニティ、チャットボット（Grok）、求人検索、スペースなどの機能が提供されている。承認ユーザーはコミュニティノートを追加することができ、ユーザーはコンテキストに投票できる。投稿データはxAIおよびGrok、テスラのLLM用データセットとして利用されている。
X社は、イーロン・マスクによる440億ドルでの2022年10月のTwitterの買収の後に、2023年3月にTwitter, Inc.の後継として設立された。マスクは、買収の目標はプラットフォーム上での言論の自由を促進することであると主張した。マスクによる買収以来、プラットフォームは、偽情報やヘイトスピーチの拡散の増加を助長しているとして、様々な団体や研究機関から非難されている。2023年6月5日にはリンダ・ヤッカリーノがCEOとしてマスクの後を継いだが、マスクは会長兼最高技術責任者（CTO）に留まった。2023年7月、マスクはTwitterを「X」にリブランドして鳥のロゴを廃止し、このプロセスを2024年5月までに完了させると発表した。2024年5月現在のアプリ追跡企業のデータによると、マスクの買収後、他のいくつかのソーシャルメディアサイトでは5〜10%のユーザー減少が見られるのに対して、Xのグローバルな利用率は約15%減少していた。マスクは利用率は全く低下していないと反論し、根拠を提示せずにユーザー数は6億人に増加していると投稿した。
2025年3月、X社はマスク自身が所有するAI企業のxAIにより買収された。全額株式交換によるこの取引で、X社の評価額は330億ドルとされ、120億ドルの負債を考慮すると完全評価額は450億ドルとされていた。一方、xAI自体の買収時点の評価額は800億ドルであった。
2025年4月30日、総務省はXの運営に対し、情報流通プラットフォーム対処法に基づく大規模特定電気通信役務提供者の指定を行った。

## 歴史

### Twitter買収・X社設立

2012年から2023年7月まで使用されていたロゴ（通称：ラリー）

2022年4月初旬、個人筆頭株主になったイーロン・マスク（テスラCEO、スペースX創設者兼CEO）の取締役就任が発表された。4月9日に一度は辞退したものの、同年4月25日、Twitterはマスクによる株式の100%を取得する買収提案を受け入れた。買収総額は440億ドル、日本円でおよそ5兆6000億円であった。買収提案を受け入れた背景には、主要株主からの売却圧力の高まりがあったと見られている。
しかし、マスクは2022年6月6日、偽アカウントやスパムアカウントに関する必要な情報をTwitterが提供しなければ、買収破棄もあり得るとの考えをTwitter社宛ての書簡で明らかにした。同年7月9日、重大な契約違反があったとしてTwitterの買収撤回が報じられた。結局、2022年10月27日にマスクはTwitter社を買収したが、同社がスパムアカウントの数について誤解を招く情報を提供してきたことを理由に、CEOのパラグ・アグラワルやCFOのネッド・シーガル、法務ポリシー担当のビジャヤ・ガッデを含む取締役9名全員が即時解任された。
マスクによる買収後に大量解雇が進められ、2023年1月には従業員が約1300人となり買収前の7500人の5分の1以下となった。大量解雇を受け、元従業員100人以上が仲裁を申し立てたり、集団訴訟に乗り出したりしている。このほかにも主な収入源としている広告も激減し、2022年12月には大手広告主100社のうち72社が出稿を取り止めた。
同サービスのロゴは長年に渡って青い鳥が使用されてきたが、2023年4月4日早朝（日本時間）に日本の柴犬「かぼす」に由来するインターネットミームである「ドージ」のものに差し替えられた。その後同月7日までに元のロゴに戻った。
同年4月4日、カリフォルニア北部地区連邦地方裁判所に提出された資料によると、Twitter社はマスクが設立したX社に統合されたことが判明した。そのため、SNSとしてのTwitterはX社により運営されることになった。
同年5月12日、マスクは後任のCEOにNBCユニバーサル広告責任者のリンダ・ヤッカリーノが就任すると発表した。

### X改称後
2023年7月23日、マスクは「そして間もなく、私たちはTwitterブランドに別れを告げ、徐々にすべての鳥とも別れを告げるでしょう」とツイートを投稿し、翌日にはWebアプリのロゴが「X」に変更された。サービス名としてのTwitterも「X」に切り替えられた。各メッセージを意味する「ツイート」について、マスクは当初「X's」（「エックセズ」）という呼称に変更するとしていたが、7月31日のiOS版アプリのアップデートでは「ポスト」（Post）に、「ツイート」ボタンは「投稿する」（その後は「ポストする」）に変更された。また、マスクがかつて設立したオンライン銀行であったX.com（2017年にマスクがPayPalから買い戻し）のドメインがtwitter.comへのリダイレクトに変更された。
2024年1月10日、Xにて個人間の送金決済サービスを開始すると発表した。2024年の発表時点ではサービス開始時期等の詳細を明らかにしていなかったが、2025年1月28日にヤッカリーノはXアカウントの投稿にて「X Money」を同年後半に開始すると共に、Visaを最初のパートナーとして送金サービスのVisa Directでアメリカ国内で対応デビットカードを持つユーザーは「X Wallet」への残高チャージやP2Pの送金機能、受け取った残高の銀行口座への入金といった3つの機能が利用可能となると発表した。
2024年5月17日、正式にURLがtwitter.comからx.comに変更された（twitter.comはx.comへのリダイレクトに変更された）。
2024年9月、テレビアプリ「X TV」（Android TVやAmazon Fire TV、WebOSなど）のベータ版を公開した。

## 機能と用語
基本的な使用方法や特性、インターフェースはTwitterと同じであるが、後述する有料会員サービスを通して認証を受けているアカウントの場合投稿時の文字数制限が緩和され、10,000文字以内の投稿が可能となる。また、Twitterには無かった通話機能や「Grok（グロック）」なるAIでの会話機能等も追加されている。

### 改名後に追加された機能
音声・ビデオ通話（Audio and Video calls）
2023年10月に追加された機能。電話番号は不要で、ダイレクトメッセージの通話ボタンから利用できる。有効にしていない場合は利用できない。また、iOS限定の機能であるが将来的にPCやAndroidでも利用可能となるという。
コミュニティノート（Community Notes）

一定の条件を満たしたユーザーが、誤解を招く可能性のあるツイート（ポスト）に対して、「ノート」として役に立つ背景情報を追加できる機能。日本においては2023年7月6日から本格的に実装された。追加されたノートは、まずは一定の条件を満たしたユーザーらによって評価され、肯定的な評価が多数の場合にのみ、全てのユーザーに対してノートが表示される。なお、否定的な評価が多いノートを繰り返し作成した場合、その作成者はノートを追加できる権利を一時的に失う。また、コミュニティノートのアルゴリズムはGitHubにおいて公開されている。
Xプレミアム（X Premium）
2021年11月10日に「Twitter Blue」の名称で開始した有料会員サービス。日本では2023年1月11日に開始した。サービス利用者は、青いチェックマーク、ポストの編集、取り消し、広告表示の減少、長い動画・1080pの動画の投稿などのサービスが受けられる。
2023年7月13日には、一定の条件を満たしたTwitter Blue加入会員に広告収入の一部を分配する広告収益分配プログラムが開始された。サービスの適用は順次拡大され、日本においても8月8日に開始された。他方で、無意味であったり、悪質なデマが含まれるような投稿を、収益目的で繰り返すアカウントが急増しており、問題視されている（後述）。
2023年8月にサービス名を「X Premium」に変更した。また、TweetDeckのサービス名がX Proに変更され、X Proの利用をX Premiumに加入しているユーザーに限定した。
2023年10月、新たなプランとして「プレミアムプラス」と「ベーシック」をそれぞれ追加した。プレミアムプラスは長い動画や長文の投稿に加え、タイムラインでの広告の非表示、返信の最大ブースト、X Pro、クリエイティブ機能等のXの全てのサービスが受けられる。一方、ベーシックは従来のX Premiumと同様にポストの編集や効果の限られた返信のブースト（小）が適用されるものの、収益化やX Proは対象外となる。
求人検索（Job Search）
2023年5月にX社は技術系人材採用プラットフォームのLaskieを買収した。2023年8月には求人掲載機能「X Hiring」を発表し、認証済みの組織向けにベータ版申し込みの受付を開始。
2023年11月17日に求人検索ツールがWebアプリで一般公開され、その後iOSアプリとAndroidでも利用可能となった。
Grok
マスクが設立したxAIによって開発された人工知能チャットボット。2023年12月にXプレミアムプラス向けに提供開始した。2024年12月には無料ユーザーにも条件付き（メッセージ送信は2時間ごとに最大10回まで）で提供開始した。
記事（Articles）
2024年3月に追加された記事投稿機能。通常のポストとは異なり、タイムラインでブログのように長文コンテンツを投稿できる。太字やイタリック、取り消し線、箇条書き、番号付きリスト等の基本的な書式設定を利用できるほか、記事に画像や動画の埋め込みにも対応。利用にはXプレミアムプラスへの加入または認証済み組織アカウントであることが必要。
Xチャット（XChat）
2025年6月にベータ版として追加されたチャット機能。Twitter時代から存在するダイレクトメッセージ機能を拡張するもので、暗号化されたメッセージのやりとりや様々な種類のファイル共有、メッセージの自動消去に対応する。

### 改名後に仕様変更された機能
ブロック
2024年11月5日、特定ユーザーに対しての閲覧を制限する機能のブロックのシステムが改変、他のSNSとは異なりユーザー自身がブロック又は非公開アカウントに切り替えを行わない限り、ブロックを受けているユーザーからの公開ポストが表示される様になった（非公開ポストの場合はそれ以前と同様にフォロワーのみに表示されるため、不変）。それ以前はブロックを受けているユーザーからの公開ポストの閲覧は完全に不可能となっていた（それ以前でもブロックされていない別アカウントからアクセス、あるいはログアウトすることで閲覧自体は可能であった）。但し、ブロックを受けているユーザーに対してのフォロー・リプライ・アクション・リポスト・ダイレクトメッセージなどは従前通り不可能な点は不変である。

### 改名後に変更された用語

#### 投稿関連
ポスト（post）
旧：ツイート（Tweet）。ユーザーから投稿される文章のこと。
リポスト（repost）
旧：リツイート（retweet）。他のユーザーの投稿を再投稿すること。
ポストボタン（Post button）
旧：ツイートボタン（Tweet button）。ソーシャルボタンのこと。

#### その他
X Proアカウント（Professional Accounts）
旧：Twitter Pro。TweetDeckからサービス名が変更されたX Proとは別のツールである。

## 問題点

### Twitter社・X社の不祥事・疑惑

#### マスクによる買収後のTwitter広告主の大量撤退
デジタルマーケティングに関する市場調査会社・Pathmaticsの分析によると、マスクによる買収以前にTwitterに広告を出していた上位100社の広告主のうち70%が、2022年12月18日までの1週間に広告を出していないとされた。Twitterの収益のうち約89%は広告費であるため、この状況はマスクにとって看過できるものではないとWall Street Journalは指摘している。
さらに年が明けても広告減少の傾向が続いており、ニューヨーク・タイムズが入手した内部資料によると、2023年4月〜5月第1週の5週間余りのアメリカにおけるTwitterの広告収入は8800万ドル（約127億円）で、前年同期比59%減少したとされる。
一連の原因として、マスクの買収以降、主要な営業幹部の解雇や、以前に凍結されていた一部ユーザー（「永久凍結」となっていたドナルド・トランプなど）アカウントの凍結解除などを行ったことや、コンテンツモデレーション（不適切な投稿の監視・削除）を担当する安全管理責任者などが退職した影響もあり、ヘイトスピーチやフェイクニュース、ポルノグラフィーといったコンテンツが増えており、オンラインギャンブルやマリファナ関連の広告も増加しているという。これらのことが広告主から嫌悪され、Twitterからの離反を招いているとされる。大手広告主ではゼネラル・モーターズやフォルクスワーゲンなどの大手メーカーがTwitterからの広告を一時撤退したとされており、アップルやアマゾン・ドット・コム、ウォルト・ディズニーといった大手企業もTwitterでの広告掲出の減少の動きがみられる。マスクのCEO退任に伴い、2023年6月にNBCユニバーサル（NBCU）の広告部門トップであったリンダ・ヤッカリーノが後任のCEOに着任し、事態の打開を目指している。

#### マスクによる買収後のデマやヘイトの急増
なりすましに加えてデマや誹謗中傷が急増している。前述のようにお金を払えば認証バッジをつけられるようにしたり、社員を大量に解雇したりしたことの影響が出ている。買収後、ドラァグクイーンのことを「グルーマー（性犯罪などの目的で子どもや若者を手なずける人物）」と呼びアカウントを停止させられていた格闘家のジェイク・シールズが、買収後に「これがグルーマーだ」とコメントを付けた写真を投稿。「まったく同じツイートをして1カ月前にアカウント停止された。Twitterが自由になったか試してみよう」とコメントした。この投稿は今は見えないが、アカウントは残ったままである。

#### デマの拡散
出所の不確かな情報を流したり、なりすましのユーザーが故意にデマを流したり、エイプリルフールなどのネタのポストを真に受けたユーザーがポスト・リポストしたりすることによって、チェーンメールと同様に誤った情報が拡散するケースがある。
2024年の能登半島地震などでも、地震や感染拡大に乗じたデマの拡散が問題視されている。

#### デマやヘイトの急増で欧州等でXの利用停止広がる
ドイツとオーストリアの60を超える大学や研究機関が声明で「科学的な公正性や民主的な議論などの基本的な価値観にそぐわない」としてXのアカウントを停止。
フランスでもパリ市が「偽情報や暴力的なコメントを助長している」と批判し利用停止、他の自治体や首長のほか、少なくとも約90の市民団体、労働組合なども利用停止を表明。
さらにフランスでは研究者らがXのデータを他のSNSに移せるアプリを開発しトランプ次期大統領が就任する20日にあわせて、利用を停止する呼びかけもしている。

#### アカウント凍結とそれに対する曖昧な対応
XではTwitterとして運営されていた時代から攻撃的な行為を禁止しており、そのような行為を繰り返すアカウントを凍結させることがある。しかし、凍結に対する曖昧な対応についてはTwitter時代から続いており、改善される気配は見られない（Twitter#諸問題の項も参照）。
一例として、Xに改名される前の2023年7月には当時大雨警報が発令されていた岩手県花巻市において、同市の公式アカウントにおいて、避難情報を断続的に投稿していたが、警報発令中にも関わらず、アカウントが一時凍結され、災害情報が発信できなくなる事態が発生した。Twitter社は花巻市に対して、「プラットフォームの悪用とスパムを禁止するルールに違反したため」とコメントしているが、どの投稿がルールに違反しているかなどについては回答していない。

#### マスクによる買収後の不安定な運営体制と度重なる仕様変更による混乱
マスクの買収以降、Twitter社の人員削減が継続的に行われており、マスクが買収する前の従業員数は7,500人とされていたが、2023年2月末にニューヨーク・タイムズの取材で2,000人を切っていることが明らかになっている。この人員削減はエンジニアなども含まれており、アメリカCNBCテレビは同年1月の報道で常勤で働くエンジニアの数は550人未満と伝えている。また、マスクの買収以降、頻繁にTwitterの仕様変更が行われている影響で、2023年以降のTwitterの不具合が続出している。2023年3月に発生した不具合では外部アプリとデータ連携するためのAPIの機能の変更が障害の原因とされている。

#### 2023年7月から発生した全世界的な閲覧制限と混乱
2023年7月1日21時頃（日本時間）より全世界のユーザーで「API呼び出しの回数制限を超えました」というメッセージが現出し、新規のツイートを取得できない事例が続出している。この件に関し、マスクは同月2日（日本時間）未明の自身のTwitter投稿で「極端なレベルのデータスクレイピングとシステム操作に対応するため」として、認証済みの利用者は閲覧を1日当たり6,000件、認証していない利用者300〜600件に制限したと明らかにした。その後、制限は認証利用者は10,000件、非認証利用者は500〜1,000件に緩和されているものの、継続して規制が続いており、唐突かつ不明瞭な制限に全世界のユーザーからの批判を浴びている。
マスクが主張する「スクレイピング増加」の背景として、マスクがAPIへのアクセスを有料化し、取得データ数を制限する方針を打ち出していることから、その結果APIを使わずに利用規約に違反してスクレイピングの増加を招いている可能性を指摘されている。また、一部の技術者は異常なトラフィックの原因として、TwitterのWebアプリのバグにより、無限ループ状態でTwitterにリクエストが送信されていることを発見し、TwitterがTwitter自身に対し、1秒当たり約10件のリクエストを送っていることから「最も壮大な自己DDoSを発生させた」事が原因と指摘する意見も見られる。これに加え、マスクの就任以降に行われているエンジニアを含めた大規模な人員削減の影響で、障害に対処できていない点も指摘されている。さらに経営的な問題として、以前よりサービスの一部をGoogle Cloudプラットフォームに依存していたが、Googleへの支払いを停止して契約条件について交渉していたものの合意に至らず、このままでは6月30日をもってGoogleのサーバを利用できなくなる見込みとの報道も出ていた（その後、X社はGoogleへの支払いを再開したとの報道あり）。
規制の予兆として、規制前となる2023年6月30日頃よりTwitterの閲覧についてログインが必須となる変更（「ログインウォール」）が加えられている。マスクの投稿によれば「データの強奪があまりに多く、サービスの質が低下した。一時的な緊急措置だ」としており、外部からのデータ取得への対策とみられていた。
マスクはこの事態について自身のTwitterで「深いトランス状態から目を覚まして、友人や家族に会うために携帯電話から離れよう」とSNSから離れることを促す煽動的な投稿や、「さらに皮肉なことに、この投稿（制限内容の報告）は、記録的な閲覧数を達成している」と、制限中にも関わらず、多くのユーザーがツイートを見ていたことを指摘し、皮肉ともとれる投稿を行っているが、事態への謝罪や真摯な対応を行おうとしないマスクの姿勢に対し、全世界のユーザーから強い反発を招いている。
制限発生から3日後の同月4日にようやく、マスクに代わってX社のCEOに2023年6月に就任したリンダ・ヤッカリーノがこの制限について釈明し「Twitterのような使命がある場合、プラットフォームを強化し続けるために大きな行動が必要だ」と制限を正当化したが、見解表明が規制導入から3日も後だった理由については回答していない。また、X社によるビジネス向けリリースでは「私たちのユーザーベースの信頼性を確保すべく、プラットフォームからspamやbotを除去する必要がある。そのためには大変厳しい措置を講じる場合がある」としたうえで、事前に予告なく規制に至った事態に関しては「あらかじめ告知することで、悪質業者が行動を変え、Twitterによる検知を逃れるため」と釈明し、「この一時的な閲覧制限はプラットフォームを使用している人々のごく一部に影響を及ぼしており、作業が完了次第、最新情報を提供する予定だ。広告への影響も最小限にとどめた」と表明しているが、具体的な規制解除や解除後も再び閲覧規制を実施するかどうかなどは言及していない。このようなX社、マスク、ヤッカリーノらの一連の姿勢についても、全世界から厳しい批判が集まっている。
Twitterは政府、官公庁や企業がプロモーションツールや連携機能で利用しているケースが多くみられる。特に日本においては防災情報の発信にTwitterを活用している自治体も多く「Twitterは現場の状況がリアルタイムで入ってくる。閲覧制限が続くと、災害の発生自体の情報が得にくくなる」と自治体の災害状況の把握確認に影響を懸念する意見も見られる。また、諸外国でもドイツ政府は広報手段としてTwitterの活用を見直す可能性を示唆している。企業についても、この制限による混乱から一部のゲームパブリッシャー（ゲーム会社）ではソーシャルゲームのTwitter連携機能を段階的に終了させる動きがあるなど、Twitterに対する官公庁や企業からのさらなる信用失墜も避けられない情勢になりつつある。ヤッカリーノは、マスクの方針に反発してTwitterから離反した企業との関係改善を模索するなど広告事業立て直しを急いでいるが、この閲覧制限による混乱が加わったことで、識者からは閲覧数制限が広告事業に「壊滅的」影響を与える可能性を指摘している。
混乱を受けて、代替のSNSへの移転を模索するユーザーが増加しており、SNSのMastodonの投稿はTwitterの制限による混乱が起きた週末に3倍に増加し、Misskeyを使用したSNSサーバーの一つであるMisskey.ioでは2月時点で3万人だった登録者数が7月2日に20万人を突破し、新規登録者の増加から一時登録制限を行うなどの変動が見られた。Twitter創業者で元CEOのジャック・ドーシーが支援する分散型SNSのBlueskyもベータテスト中であるが、Twitterの制限以降、記録的なトラフィックが集中しており、新規ユーザー登録を一時的に停止する事態となっている。また、FacebookやInstagramなどを運営するMetaは、当初は7月中旬にリリースを予定していた競合のSNSとなる「Threads（スレッズ）」を前倒しする形で7月6日にリリースした。Twitterの混乱を受けての代替ユーザー獲得を目論んでの動きとみられている。
MetaはThreadsがスタートした同月6日の時点で3000万人以上が新規登録したとしている。一方、X社の弁護士はMetaに対し「Threadsを開発するためにTwitterの営業秘密など知的財産を、体系的かつ意図的に、ならびに違法に不正流用している」「Threads開発のために数十人のTwitterの元社員を採用した」などと主張したうえで、「Twitterは自らの知的所有権を厳密に履行する方針で、Twitterの営業秘密や機密性の高い情報の使用を、Metaがただちに中止することを要求する」、「Twitterはすべての権利を留保する。これには、今後通告なく民事上の救済措置と差し止め命令を請求する権利も含まれる」として、Metaを提訴する構えを見せている。X社のマスク、ヤッカリーノもTwitterでMetaの姿勢を批判している。

#### 収益化に伴う混乱
2023年7月13日以降、X Premium（旧：Twitter Blue）に加入し、所定の条件を満たしたアカウントは広告収入の一部の分配を得られるようになった（広告収益分配プログラム）。しかし、Twitterでの収益化が可能になったことにより、リプライ欄に関係のない投稿を行う、他人のツイートをそのままコピーして投稿する（いわゆるパクツイ）、悪質なデマを含んだ投稿をする、などの問題行為を収益目的で機械的に繰り返すアカウントが急増した。
こうしたアカウントは俗に「インプレゾンビ」と呼ばれ、日本においては2024年に発生した能登半島地震や羽田空港地上衝突事故に関連する虚偽の情報が拡散されるなど、大きな問題となっている。

#### ChatGPTにおける反発
イーロン・マスクはChatGPTの安全性を危惧し、XはChatGPTに代わるGrokをリリースした。また一部のApple製品にOSレベルでChatGPTが組み込まれることをうけてX社内でApple製品を使用禁止するとしている。訪問者はApple製品を預けファラデーケージに入れるとしている。

#### 世論に間違われる
Xで炎上や批判などがバズるとこれが大多数の世間の声であるかのようにネットメディアなどで報じられたりすることがあるが、そうしたXの声は実際にはたった0.2％のユーザーによってできていることが研究結果で判明している。

#### アルゴリズム変更でネット世論誘導
米ワシントン・ポスト紙が、アメリカ大統領選を調査したところ、マスクがTwitter買収後、アルゴリズム変更で「親トランプ」投稿を拡散しやすいようにしたと指摘。また、大統領選でXの投稿の傾向を調査したオーストラリア・モナッシュ大教授のマーク・アンドレイエビッチも「右派の投稿が優遇される傾向が明確に見られた」と指摘している。